# Sarah Kirsch

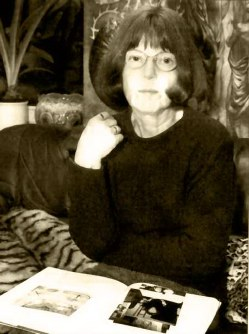
Sarah Kirsch (um 2007) fotografiert von Jens Rusch

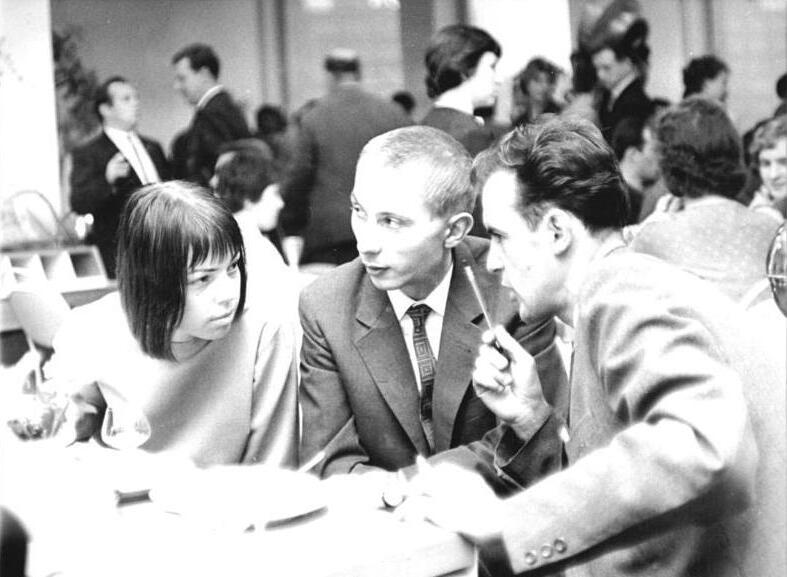
Ingrid „Sarah“ Kirsch und Rainer Kirsch (Mitte), 1964

Sarah Kirsch (* 16. April 1935 in Limlingerode, Landkreis Grafschaft Hohenstein, Provinz Sachsen; † 5. Mai 2013 in Heide (Holstein); eigentlich Ingrid Hella Irmelinde Kirsch, geborene Bernstein) war eine deutsche Schriftstellerin, die neben ihren Erzählungen und Kinderbüchern vor allem durch ihre Gedichte bekannt ist.

## Leben

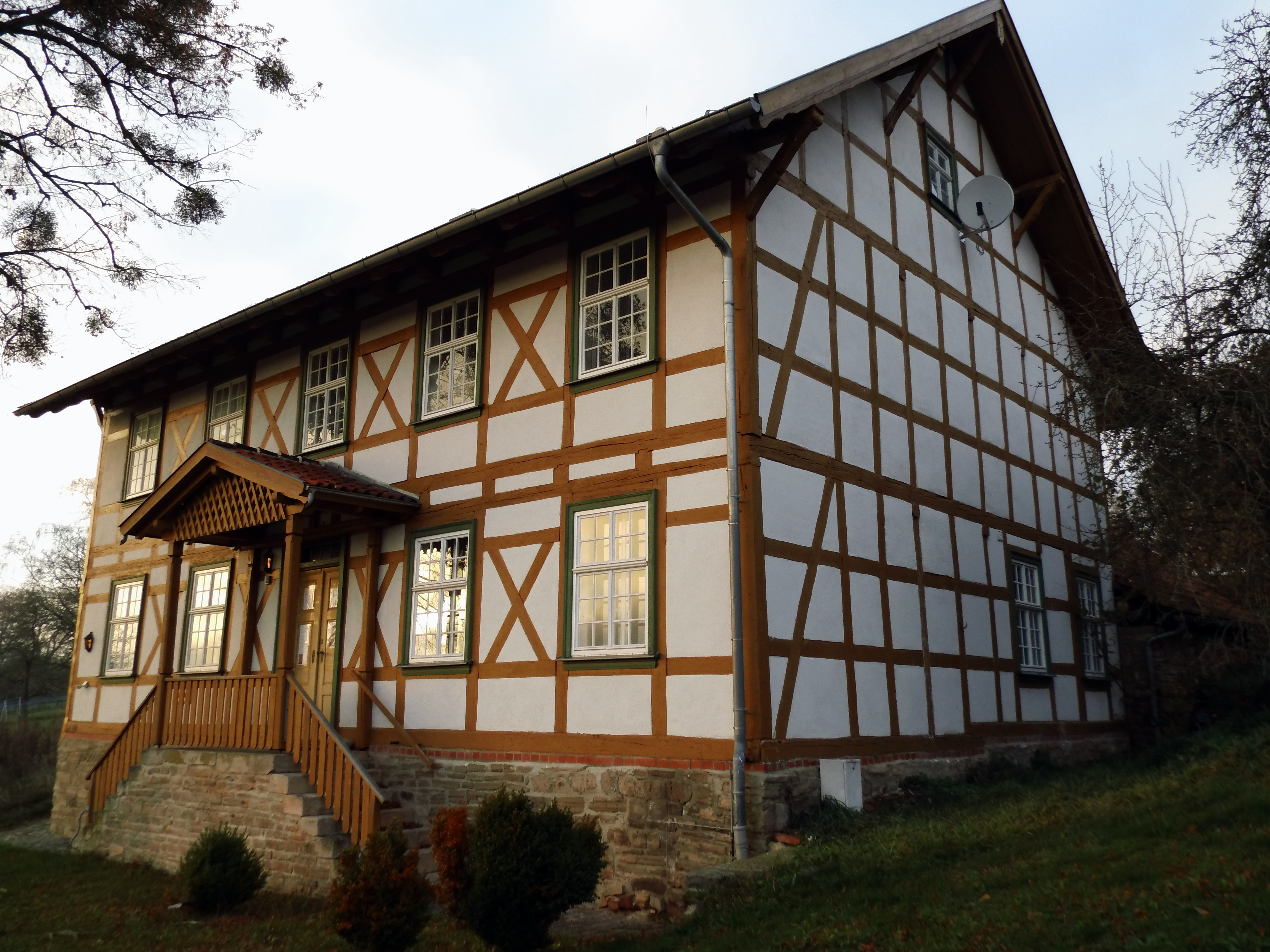
Einstiges Pfarrhaus in Limlingerode, Geburtshaus von Sarah Kirsch, heute Dichterstätte Sarah Kirsch.

Ingrid Bernstein kam im Pfarrhaus von Limlingerode im damals preußischen Teil von Thüringen zur Welt; ihr Großvater Paul Bernstein taufte seine Enkelin am 19. Mai 1935 in seiner Kirche nebenan. Ihre Mutter Elisabeth Bernstein war Hausfrau, gehörte zur Wandervogelbewegung, las viel und gab ihrer Tochter die Liebe zur Lyrik weiter. Ihr Vater Hermann Bernstein war Fernmeldemechaniker. Sie verbrachte ihre Kindheit und Jugend ab 1937/38 in Halberstadt. Ihr starkes Interesse an der Natur äußerte sich unter anderem darin, dass sie nach dem Abitur eine Forstarbeiterlehre begann, die sie aber bald abbrach. Von 1954 bis 1958 absolvierte sie ein Studium der Biologie an der Martin-Luther-Universität Halle, das sie als Diplom-Biologin abschloss. 1958 lernte sie den Lyriker Rainer Kirsch kennen, mit dem sie von 1960 bis 1968 verheiratet war.

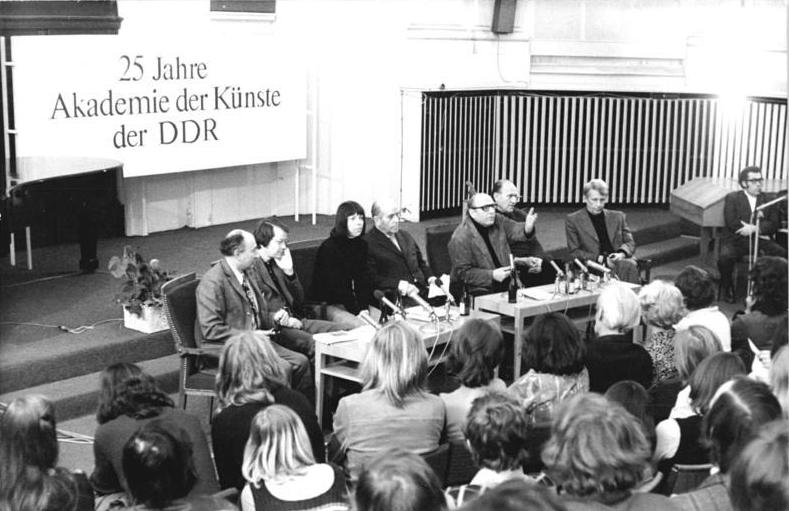
Aus Anlass des 25. Jahrestages der Akademie lasen Günther Deicke, Volker Braun, Sarah Kirsch, Wieland Herzfelde, Franz Fühmann und Stephan Hermlin (v. l. n. r.). Die Leitung der Diskussion hatte Günther Rücker (5. v. l.) übernommen.

Ab 1960 veröffentlichte Ingrid Kirsch lyrische Texte in Anthologien und Zeitschriften unter dem Vornamen-Pseudonym Sarah, das sie aus Protest gegen die Vernichtung der Juden im Dritten Reich gewählt hatte. In den Jahren 1963 bis 1965 studierte sie gemeinsam mit ihrem Mann am Literaturinstitut Johannes R. Becher in Leipzig. Ab 1965 lebten beide als freischaffende Schriftsteller in Halle (Saale) und Sarah Kirsch wurde Mitglied des Schriftstellerverbandes der DDR. 1965 veröffentlichte sie gemeinsam mit ihrem Mann den Lyrikband Gespräch mit dem Saurier, für den sie beide die Erich-Weinert-Medaille, den Kunstpreis der FDJ, erhielten. Zwei Jahre später, 1967, veröffentlichte sie dann ihren ersten eigenen Gedichtband unter dem Titel Landaufenthalt.
Nach ihrer Scheidung von Rainer Kirsch 1968 zog sie nach Ost-Berlin, wo sie 1969 ihren Sohn Moritz aus einer kurzen Beziehung mit Karl Mickel zur Welt brachte. Dort war sie als Journalistin, Hörfunkmitarbeiterin und Übersetzerin tätig. 1973 veröffentlichte sie den Lyrikband Zaubersprüche sowie die Prosabände Die Pantherfrau und Die ungeheuren bergehohen Wellen auf See. Im gleichen Jahr wurde sie Vorstandsmitglied im Schriftstellerverband der DDR. In Westdeutschland erschien 1969 eine erste Auswahl Gedichte im Verlag Langewiesche-Brandt, 1974 eine weitere unter dem Titel Es war dieser merkwürdige Sommer als bibliophile Ausgabe der Berliner Handpresse. Als Erstunterzeichnerin der Protesterklärung gegen die Ausbürgerung Wolf Biermanns wurde sie 1976 aus der SED und dem Vorstand des Schriftstellerverbandes der DDR ausgeschlossen. Im Jahr darauf verließ Kirsch per Ausreiseantrag die DDR und zog mit ihrem Sohn nach West-Berlin.
Sarah Kirsch wurde 1978 Mitglied des PEN-Zentrums der Bundesrepublik Deutschland und war Stipendiatin der Villa Massimo in Rom, wo sie Wolfgang von Schweinitz begegnete, mit dem sie in den folgenden Jahren zusammenlebte. 1980 verfasste Sarah Kirsch zusammen mit Günter Grass, Thomas Brasch und Peter Schneider einen offenen Brief an Bundeskanzler Helmut Schmidt, in dem zu einer kritischen Haltung gegenüber der amerikanischen Außenpolitik aufgerufen wurde. 1992 lehnte sie eine Berufung an die Berliner Akademie der Künste ab, da diese ehemaligen Mitarbeitern der Staatssicherheit Unterschlupf biete. 1996 übernahm sie die Brüder-Grimm-Professur an der Universität Kassel und war außerdem 1996/97 Gastdozentin an der Johann Wolfgang Goethe-Universität in Frankfurt am Main.
Nach ihrem Wegzug aus West-Berlin lebte die Lyrikerin mit ihrem Sohn Moritz von 1981 bis Mai 1983 in Bothel, Landkreis Rotenburg. Dort entstand ihre Gedichtsammlung Katzenleben, erschienen 1984.
Von 1983 an lebte Sarah Kirsch zurückgezogen in Tielenhemme an der Eider, Kreis Dithmarschen, Schleswig-Holstein. Die Verleihung des Bundesverdienstkreuzes lehnte sie wegen der NS-Vergangenheit des damaligen Bundespräsidenten Karl Carstens ab. Im Jahre 2005 erhielt sie den Bayerischen Literaturpreis (Jean-Paul-Preis) zur Würdigung des literarischen Gesamtwerks. 2006 wurde sie vom Land Schleswig-Holstein „in Anerkennung und in Würdigung ihrer herausragenden Verdienste um die Literatur Schleswig-Holsteins sowie ihres beispiellosen lyrischen Schaffens“ mit der Ehrenprofessur des Landes Schleswig-Holstein ausgezeichnet. Seit 1992 war Sarah Kirsch Mitglied der Freien Akademie der Künste Hamburg. Bis zu ihrem Tod war sie Mitglied der Else-Lasker-Schüler-Gesellschaft.
Kirschs Nachlass liegt im Deutschen Literaturarchiv Marbach. Teile davon sind im Literaturmuseum der Moderne in Marbach in der Dauerausstellung zu sehen.

## Schaffen
Jan Kuhlbrodt bezeichnete Kirsch in seinem Nachruf als eine der bedeutendsten deutschen Lyrikerinnen. Ihre Lyrik ist von der Form her offen, meist ohne Reim und in freiem Versmaß. Dennoch spielt der Rhythmus im Sinne des Atemtempos eine große Rolle, ebenso Zeilenumbrüche und Zeilensprünge, durch die ein Strömen oder eine Atemlosigkeit erzeugt werden. Kirsch kombiniert häufig fachsprachliche oder altmodische Ausdrücke mit einem saloppen Ton.
Charakteristisch für ihre Metaphorik sind Bilder, die in Alltags-, Natur- oder Landschaftsbetrachtung ihren Ausgangspunkt nehmen, aber verfremdet werden oder eine überraschende Wendung erfahren. Sarah Kirsch kontrastiert dabei oft präzise Naturbeobachtung mit dem Gefühlsleben des lyrischen Ichs oder politischer Reflexion. Während in frühen Gedichten die Auseinandersetzung mit Krieg und Nationalsozialismus vorherrschte, dominieren später das Landschaftsgedicht und die Reflexion auf die zivilisatorische Weltkrise. Kirsch gehört zu keiner Schule, wird aber manchmal der Neuen Subjektivität zugeordnet. Als literarisches Vorbild nannte Kirsch Annette von Droste-Hülshoff; daneben ist ihr Werk durch Johannes Bobrowski und Wladimir Majakowski beeinflusst.
Aufsehen erregte die Veröffentlichung des langjährigen Briefwechsels von Sarah Kirsch mit Christa Wolf, wo beide Schriftstellerinnen jenseits des DDR-Alltags offenherzig professionelle und private Themen ausleuchten.

## Darstellung Sarah Kirschs in der bildenden Kunst der DDR
- Ronald Paris: Porträt Sarah und Rainer Kirsch (1964, Öl, 150 × 90 cm)[15]

## Werke
- Berlin – Sonnenseite. Deutschlandtreffen der Jugend in der Hauptstadt der DDR (1964), Bildreportage, zusammen mit Thomas Billhardt und Rainer Kirsch
- Gespräch mit dem Saurier (1965), Gedichtband, gemeinsam mit Rainer Kirsch
- Die betrunkene Sonne (1966), Kinderbuch. Illustrationen von Erich Gürtzig
- Landaufenthalt (1967), Gedichtband
- Die Vögel singen im Regen am schönsten (1968)
- Zaubersprüche (1973), Gedichtband, Aufbau-Verlag Berlin und Weimar
- Trauriger Tag
- Die Pantherfrau. Fünf unfrisierte Erzählungen aus dem Kassettenrecorder (1973), Prosaband
- Die ungeheuren bergehohen Wellen auf See (1973), Prosaband
- Es war dieser merkwürdige Sommer (1974), Gedichtauswahl
- Caroline im Wassertropfen (1975), Kinderbuch, mit Illustrationen von Erdmut Oelschläger
- Zwischen Herbst und Winter (1975), Kinderbuch, zusammen mit Ingrid Schuppan
- Rückenwind. Gedichte (1977), dieser Gedichtband ist geprägt von den Motiven der Liebe, Trennung und Einsamkeit, aufgrund der Trennung von Kirschs Geliebten Christoph Meckel, der durch die Mauer von ihr getrennt in West-Berlin lebte
- Im Sommer (1977)
- Musik auf dem Wasser (1977), Auswahlband
- Wintergedichte (1978)
- Katzenkopfpflaster (1978), Gedichtauswahl
- Sieben Häute. Gedichte 1962–1979 (1979)
- Drachensteigen (1979), Gedichte
- Trennung (1979), Gedichte
- Wind und Schatten, zusammen mit dem Künstler Kota Taniuchi
- La Pagerie (1980), Prosagedichte
- Geschlechtertausch (1980), zusammen mit Irmtraud Morgner und Christa Wolf
- Hans mein Igel (1980), Kinderbuch nach den Kinder- und Hausmärchen der Brüder Grimm, mit Illustrationen von Paula Schmidt
- Papiersterne (1981), vertont von Wolfgang von Schweinitz
- Erdreich (1982), Gedichte
- Zwischen Herbst und Winter (1983), mit Illustrationen von Kurt Mühlenhaupt. Gertraud Middelhauve Verlag, Köln, 1.–8. Tausend, ISBN 3-7876-9154-5
- Katzenleben (1984), Gedichte
- Landwege. Eine Auswahl 1980–1985 (1985), mit einem Nachwort von Günter Kunert
- Hundert Gedichte und ein Gespräch über ihre Gedichte. (1985) (eine Auswahl aus den Büchern Landaufenthalt, Zaubersprüche, Rückenwind, Drachensteigen), Ebenhausen
- Reisezehrung (1986), Prosa
- Irrstern (1987), Prosaband
- Buch mit Gedichten von Sarah Kirsch und Zeichnungen von A. R. Penck in der Berliner „Edition Malerbücher“ (1987)
- Allerlei-Rauh. Eine Chronik (1988), Prosaband
- Luft und Wasser. Neue Gedichte und Bilder, mit Bildern von Ingo Kühl, Edition Lutz Arnold im Steidl Verlag, Göttingen 1988, Vorzugsausgabe zu ISBN 3-88243-096-6
- Luft und Wasser. Gedichte und Bilder, mit Bildern von Ingo Kühl, Edition Lutz Arnold im Steidl Verlag, Göttingen 1988, ISBN 3-88243-096-6[16]
- Schneewärme. Gedichte (1989). Deutsche Verlags-Anstalt, Stuttgart 1989.
- Wintermusik (1989)
- Die Flut (1990), Auswahl, zusammengestellt von Gerhard Wolf. Aufbau-Verlag, Berlin 1989.
- Schwingrasen (1991), Prosa. Deutsche Verlags-Anstalt, Stuttgart 1991.
- Spreu (1991), Bilder-Tagebuch. Steidl Verlag, Göttingen 2007, ISBN 978-3-88243-395-1
- Erlkönigs Tochter (1992), Gedichte. Deutsche Verlags-Anstalt, Stuttgart 1992.
- Das simple Leben (1994), Prosaminiaturen und Gedichte. Deutsche Verlags-Anstalt, Stuttgart 1994.
- Bodenlos (1996). Deutsche Verlags-Anstalt (DVA), Stuttgart/München 1996.
- Gesamtausgabe, 5 Bände im Schuber. (1999), gleichzeitig in der Deutschen Verlags-Anstalt München/Stuttgart (DVA) und im Deutschen Taschenbuch Verlag (dtv)
- Katzen sprangen am Rande und lachten, Gedichte und Prosa, Auswahl von Franz-Heinrich Hackel, Manesse Verlag, Zürich 2000, ISBN 3-7175-8270-4
- Sarah Kirsch und Christoph W. Aigner: Beim Malen bin ich weggetreten (2000), Kunstband
- Schwanenliebe. Zeilen und Wunder (2001), lyrische Miniaturen. Deutsche Verlags-Anstalt (DVA), Stuttgart/München 2001. ISBN 978-3-42105-461-6
- Islandhoch, Tagebruchstücke (2002), Prosa. Steidl Verlag, Göttingen 2002, ISBN 978-3-88243-833-8
- Tatarenhochzeit Deutsche Verlags-Anstalt, München 2003 ISBN 978-3-42105-691-7
- Kommt der Schnee im Sturm geflogen (2005), Prosa. Deutsche Verlags-Anstalt (DVA), München 2005. ISBN 978-3-42105-866-9
- Kuckuckslichtnelken (2006), Prosa. Steidl Verlag, Göttingen 2017, 2023, ISBN 978-3-95829-374-8
- Regenkatze (2007), Prosaband (Lyrisches Tagebuch). Deutsche Verlags-Anstalt (DVA), München 2007, ISBN 978-3-42104-316-0
- Sommerhütchen (2008). Mit Zeichnungen von Dieter Goltzsche, Steidl Verlag, Göttingen 2008, ISBN 978-3-86521-777-6
- Krähengeschwätz. Deutsche Verlagsanstalt, München 2010, ISBN 978-3-421-04451-8
- Märzveilchen. Deutsche Verlags-Anstalt, München 2012, ISBN 978-3-421-04541-6
- Im Spiegel. Poetische Konfession. Mit einer Vorbemerkung von Isabelle Lehn, Sascha Macht und Katja Stopka. In: Sinn und Form, 6/2013, S. 848–855
- Juninovember. Deutsche Verlagsanstalt, München 2014, ISBN 978-3-421-04636-9
- Ænglisch. Prosa; mit einem Nachwort von Frank Trende. Deutsche Verlags-Anstalt, München 2015, ISBN 978-3-421-04649-9
- Freie Verse: 99 Gedichte – Mit 19 bislang unveröffentlichten Gedichten, Manesse Verlag, Zürich 2020, ISBN 978-3-7175-2506-6
- Ich will nicht mehr höflich sein – Tagebuch aus der Wendezeit 1989/90, Nachwort von Moritz Kirsch, Essay von Frank Trende, Edition Eichthal 2022, ISBN 978-3-9817066-7-3
- Der Sommer fängt doch so an! Tagebuch 1990. Herausgegeben von Moritz Kirsch, Steidl, Göttingen 2023, ISBN 978-3-96999-261-6[17]

## Auszeichnungen
- 1965: Erich-Weinert-Medaille (Kunstpreis der FDJ), gemeinsam mit Rainer Kirsch
- 1965: Kunstpreis der Stadt Halle
- 1973: Heinrich-Heine-Preis des Ministeriums für Kultur der DDR
- 1976: Petrarca-Preis, zusammen mit Ernst Meister
- 1978: Deutsche Akademie Rom Villa Massimo, Stipendium
- 1980: Österreichischer Staatspreis für europäische Literatur
- 1981: Deutscher Kritikerpreis
- 1983: Roswitha-Preis (Gandersheimer Literaturpreis, Roswitha-Gedenkmedaille)
- 1984: Friedrich-Hölderlin-Preis der Stadt Bad Homburg
- 1986: Weinpreis für Literatur
- 1988: Mainzer Stadtschreiber
- 1988: Kunstpreis des Landes Schleswig-Holstein
- 1992: Ida-Dehmel-Literaturpreis der GEDOK
- 1992: Ehrengabe der Heinrich-Heine-Gesellschaft
- 1993: Peter-Huchel-Preis
- 1993: Literaturpreis der Konrad-Adenauer-Stiftung
- 1996: Georg-Büchner-Preis der Deutschen Akademie für Sprache und Dichtung
- 1996: Brüder-Grimm-Professur
- 1997: Annette-von-Droste-Hülshoff-Preis des Landschaftsverbandes Westfalen-Lippe
- 2000: Kulturpreis des Kreises Dithmarschen
- 2005: Jean-Paul-Preis des Freistaates Bayern
- 2006: Thüringer Verdienstorden
- 2006: Johann-Heinrich-Voß-Preis für Literatur und Politik der Stadt Otterndorf
- 2007: Samuel-Bogumil-Linde-Preis

## Literarische Rezeption
Christa Wolf
Christa Wolf erzählt in Sommerstück – wie Sarah Kirsch in der Chronik Allerlei-Rauh  – von einem Sommerurlaub in Mecklenburg in den 1970er Jahren, gemeinsamen mit Freunden, die sich alte Bauernhäuser hergerichtet haben. Obwohl auf den fiktiven Charakter des Sommerstück[s] hingewiesen wird, ist z. B. „Bella“ in der Wolfschen Charakterisierung und Bewertung als Sarah Kirsch gut erkennbar.
Mit ihrem kleinen Sohn Jonas wohnt Bella bei einer Freundin und pflegt dort ihren Hass auf den untreuen Geliebten (Hinweis auf Der Meropsvogel), der sie vom Schreiben abhält, weil er seit Wochen aus Frankreich kein Zeichen sendet, während sie ihre Briefe an ihn wieder zerreißt und die Schnipsel in den Wind streut. In einem Gespräch kündigt sie plötzlich, was einige bereits ahnen, ihren Abschied an. (Eines Tages spring ich da ab.) Spürbar ist in diesem Kontext, im Unterschied zur milderen Wahrnehmung und Selbstwahrnehmung der Allerlei-Rauh-Ich-Erzählerin, die Zeit des Umbruchs mit den sich ankündigenden, die Ferienatmosphäre überschattenden Spannungen: 1976 werden beide Schriftstellerinnen aus ihrem Verband ausgeschlossen, nachdem sie einen offenen Brief gegen die Ausbürgerung Wolf Biermanns unterzeichnet hatten.
Christa Wolf reagiert darauf anders als Kirsch und reflektiert dies in Sommerstück selbstkritisch: „Etwas würde sich verändern, heute sagen wir alle, wir hätten gewusst, dass es so nicht bleiben konnte. […] Der Schrei, der uns in der Kehle saß, ist nicht ausgestoßen worden. Aus unserer Haut sind wir nicht herausgekommen“.
Sommerstück beginnt mit zwei Kirsch-Zitaten: Als erster Satz dient die Überschrift des Gedichtes Es war dieser merkwürdige Sommer. Ein zweites Gedicht, dessen Motiv im Handlungsverlauf als über der Freundesgruppe kreisender Raubvogel aufgegriffen wird, ist der Erzählung vorangestellt: Raubvogel süß ist die Luft So kreiste ich nie über Menschen und Bäumen […] und flieg davon durch den Sommer!

## Dichterstätte Sarah Kirsch

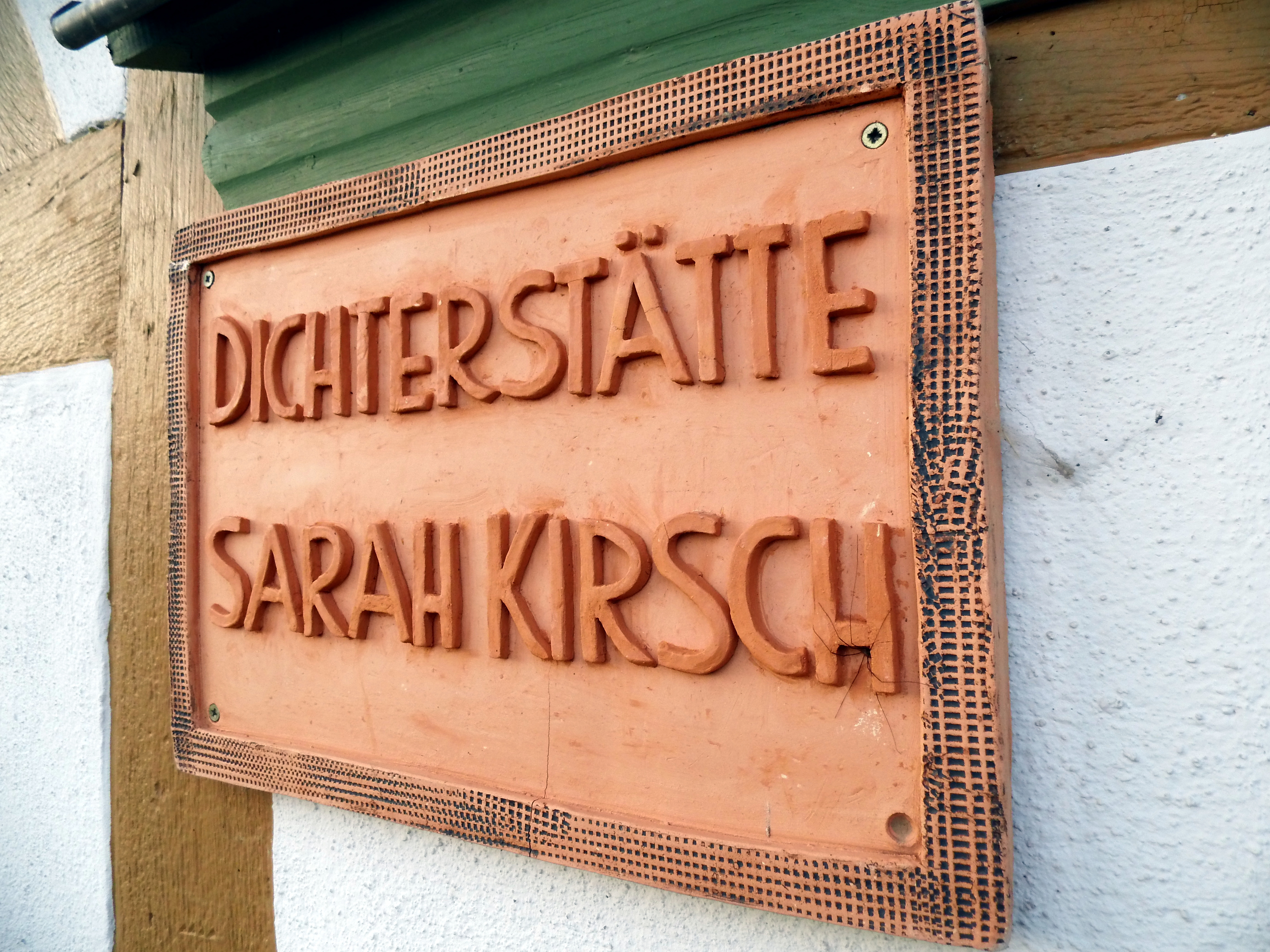
Fassadenschild „Dichterstätte Sarah Kirsch“ am einstigen Pfarrhaus von Limlingerode – dort kam die Dichterin 1935 zur Welt

In ihrem Heimatort Limlingerode, heute Ortsteil von Hohenstein, gründete sich 1998 der Förderverein „Dichterstätte Sarah Kirsch e. V.“, der seit 2000 Kirschs Geburtshaus, das ehemalige Pfarrhaus neben der Kirche, mit Mitteln des Landes Thüringen, der Deutschen Denkmalstiftung Bonn und des Denkmalvereins Thüringen rekonstruiert hat und 2002 als „Dichterstätte Sarah Kirsch“ eröffnete. Sarah Kirsch war seit 1997 mehrmals zu Lesungen anwesend.

## Dokumentation und Literatur
- Barbara Mabee: Die Poetik von Sarah Kirsch: Erinnerungsarbeit und Geschichtsbewußtsein, Amsterdam 1989 (Amsterdamer Publikationen zu Sprache und Literatur; Band 83).
- Herlinde Koelbl: Sarah Kirsch. In: Im Schreiben zu Haus – Wie Schriftsteller zu Werke gehen – Fotografien und Gespräche. Knesebeck Verlag, München 1998, ISBN 3-89660-041-9, S. 22–27 (Fotodokumentation Kirschs an ihrem Arbeitsplatz und im persönlichen Umfeld mit Interview zu Arbeitsweise und literarischem Selbstverständnis).
- Theo Rommerskirchen: Sarah Kirsch. In: viva signatur si! Remagen-Rolandseck 2005, ISBN 3-926943-85-8.
- Kurzbiografie zu: Kirsch, Sarah. In: Wer war wer in der DDR? 5. Ausgabe. Band 1. Ch. Links, Berlin 2010, ISBN 978-3-86153-561-4.
- Joachim Jahns: Die Kirschs oder Die Sicht der Dinge. Dingsda, Leipzig 2016, ISBN 978-3-928498-71-5.
- Sarah Kirsch, Christa Wolf: „Wir haben uns wirklich an allerhand gewöhnt.“ Der Briefwechsel. Hrsg. von Sabine Wolf unter Mitarbeit von Heiner Wolf, Suhrkamp, Berlin 2019, ISBN 978-3-518-42886-3.
- Walter Helmut Fritz und Christiane Freudenstein: Sara Kirsch In: Kritisches Lexikon zur deutschsprachigen Gegenwartsliteratur Online

## Vertonungen
Kunstkopf: Schön und unnütz. Lieder zu zeitgenössischer Lyrik. Aulos-Schallplattenverlag, Viersen-Dülken 1987, AUL 53599. Das Album des Herdecker Trios Heidrun Reymann (Gesang), Siegfried Hiltmann (Saxophon, Flöte, Klarinette) und Ulrich Heimann (Gitarre) enthält unter anderem Schlehen, Ruf- und Fluchformel, Raubvogel und Immer aus Hundert Gedichte.